# Money (bài hát của David Guetta)
"Money" là một ca khúc nhạc house được biểu diễn bởi DJ người Pháp David Guetta, Chris Willis và Moné. Đây là đĩa đơn đầu tiên cho album phòng thu thứ hai của Guetta, Guetta Blaster, và được phát hành vào ngày 9 tháng 4 năm 2004. Đĩa đơn này đạt được thành công lớn nhất khi lọt vào nảng xếp hạng Belgian Singles Chart của Bỉ tại vị trí thứ 12. Tuy nhiên, "Money" lại không được phát hành ở Anh.

## Danh sách ca khúc
1. "Money" (Extended Version) - 4:45
2. "Money" (Wally Lopez Remix) - 3:33
3. "Money" (Dancefloor Killa Remix) - 3:47
4. "Money" (Radio Edit) - 3:05

## Xếp hạng
| Bảng xếp hạng (2004)  | Vị trí cao nhất |
| --------------------- | --------------- |
| Belgium Singles Chart | 12              |
| French Singles Chart  | 63              |
| Swiss Singles Chart   | 52              |